# Geotrupes ibericus
Geotrupes ibericus är en skalbaggsart som beskrevs av Baraud 1958. Geotrupes ibericus ingår i släktet Geotrupes och familjen tordyvlar. Inga underarter finns listade i Catalogue of Life.